# Осада Бреслау
Осада Бреслау — осада и штурм войсками Красной Армией немецкой крепости Бреслау 13 февраля — 6 мая 1945 года во время проведения Нижне-Силезской наступательной операции.
В конце операции в боях с нацистами была применена небольшая боевая группа немецких антифашистов.

## Стратегическая ситуация
25 июля 1944 года, Адольф Гитлер объявил город Бреслау крепостью (Festung), которая должна быть защищена со всех направлений. Гитлер назначает гауляйтером города и комендантом района обороны (Kampfkommandant) Карла Ханке, наделённый высокими должностными полномочиями и являвшийся командиром дислоцированных в Бреслау частей фольксштурма.
19 января 1945 года гауляйтер Карл Ханке обязал всё не годное к военной службе население немедленно покинуть объявленный на осадном положении Бреслау и эвакуироваться в направлении на Дрезден.. Это было холодной, суровой зимой, и в Бреслау было полно людей, многие из которых пришли сюда с колоннами беженцев в течение последней недели из городов и деревень справа от верхнего течения Одера. Многие из жителей этой западной области рейха жили здесь в последние годы войны и были до сих пор избавлены от бомбардировки вражеской авиации. Все они должны были в как можно более короткий срок покинуть город-крепость. Тем не менее эвакуация города вообще не была подготовлена. Уже в первый день на вокзалах царила паника. Поезда не могли вместить огромные массы народа. Поэтому гауляйтер Ханке отдал распоряжение о пешем переходе женщин и детей в сторону расположенных к юго-западу от городских окраин селений Костенблют и Кант. Во время панического бегства на морозе и снегу дети и старики гибли тысячами. После этих событий теперь уже многие жители Бреслау отказывались покинуть город. В городе оставались примерно 200 000 негодных к службе мужчин, а также женщины, девушки и члены гитлерюгенда.
Северные и восточные пригороды Бреслау эвакуировались в принудительном порядке, так как здесь ожидался первый натиск советских войск. В покинутых домах почти сразу же размещались вермахт и фольксштурм. Политическая власть была сосредоточена в руках партийных органов во главе с гауляйтером. В соответствии с приказом об эвакуации гражданского населения гауляйтер обязал эвакуировать все органы власти и учреждения, участие которых в обороне крепости не требовалось, в другие области рейха. Город оставили также многие учащиеся и преподаватели учебных заведений: университета, университетских клиник, техникума, ботанического института, эвакуировались и музейные учреждения. Даже духовенству было предложено покинуть город.
Солдаты Вермахта, опираясь на Фольксштурм и немногочисленных оставшихся мужчин, начинают превращение города в военную крепость для длительной обороны против советского наступления. При этом большая часть площади в центре города была разрушена и превращена в аэродром. Также в конце января полк гитлерюгенда был направлен для оказания помощи в защите Бреслау.
2 февраля генерал-майор Ганс фон Альфен становится командиром гарнизона крепости Бреслау. Он был лично отобран на эту должность командующим группы армии Центр Фердинандом Шёрнером.

## Силы сторон
Окружение крепости было осуществлено силами 6-й армии под командованием генерала Владимира Глуздовского и 5-й гвардейской армией под командованием генерала Алексея Жадова. Уже 18 февраля 5-я гвардейская армия убыла на Берлинское направление и до конца осады её вели соединения 6 армии (22 и 74 стрелковые корпуса). В состав армии в ходе осады входили следующие соединения:
- 112 стрелковая дивизия, с 27.03.1945 г.
- 135 стрелковая дивизия, с 20.04.1945 г.
- 181 стрелковая дивизия
- 218 стрелковая дивизия
- 273 стрелковая дивизия, с 22.02.1945 г.
- 294 стрелковая дивизия, до 10.04.1945 г.
- 309 стрелковая дивизия
- 359 стрелковая дивизия
- 77 укрепленный район
- 349 гвардейский тяжелый самоходно-артиллерийский полк
- 87 гвардейский танковый тяжелый полк, с марта 1945 г.
- 222 танковый полк

На 20 февраля 1945 года в составе 6 стрелковых дивизий и укрепрайона насчитывалось 30 785 человек, на 20 марта — в тех же соединениях, за исключением УРа — 21 629 человек, на 1 мая — в с 7 стрелковых дивизиях — 23 409 чел.
Несмотря на то, что Бреслау был объявлен «фестунгом» (крепостью) уже 25 сентября 1944 года, формирование его гарнизона ускорилось только в начале 1945 года, после успешного начала Висло-Одерской операции советских войск. 26 января была сформирована 609-я дивизия особого назначения (в составе трёх пехотных, артиллерийского полка и танковой роты), началось активное формирование батальонов фольксштурма. К началу обороны в городе находилась 269-я пехотная дивизия, но она в основном успела выйти из Бреслау до окружения.
В итоге в окружении гарнизон немецких войск состоял из
- 609 дивизия особого назначения (пехотные полки «Керстен», «райнкорбер», «Шульц», артполк «Зиберт»)
- крепостной полк «А» (полк «Ганф»: 3 батальона), сформированный из разнородных соединений.
- крепостной полк «B» (полк «Мор»: 4 батальона, 4 дивизиона минометов, рота радиоуправляемых танкеток «Голиаф»), сформированный из учебных соединений вермахта.
- крепостной полк «C» (полк «Зауер»: 5 батальонов), сформированный из учебных соединений вермахта.
- крепостной полк «D» (полк «Бесселяйн»: 5 батальонов, 2 дивизиона минометов, зенитная батарея), сформированный из соединений СС.
- крепостной полк «E» (полк «Вель»: 4 батальона), сформированный из наземного персонала люфтваффе.
- крепостной артиллерийский полк «Бреслау» (2 дивизиона и 6 крепостных батарей)
- части артиллерийских полков 17 танковой и 269 пехотной дивизий.
- батальон истребителей танков «Бреслау» (19 танков и САУ)[9]

Крепость Бреслау имела большой боеспособный резерв, состоявших из гораздо менее боеспособных солдат фольксштурма, специалистов военных заводов и предприятий, а также годных к воинской службе членов национал-социалистических структур и организаций, объединённых в батальоны фольксштурма, которых по списку насчитывалось 38 батальонов (15000 человек). Комендантами крепости Бреслау были
В ходе осады в крепость по воздуху поступали небольшие подкрепления. 25 февраля были переброшены части 1-го батальона 26 парашютно-десантного полка, 6 марта — батальон парашютно-десантного полка особого назначения.

В конце февраля Гитлер решил осуществить прорыв к крепости Бреслау путем развертывания крупного наступления из района Лаубана. Данная операция, как я услышал позднее, должна была послужить своего рода прелюдией запланированного командованием «весеннего наступления».
Если «операция Лаубан», как мы называли эту акцию между собой, ещё имела какие-то шансы на успех, то снятие осады с Бреслау являлось самой настоящей утопией, ну а «весеннее наступление» – просто чистым безумием.
— Ханс фон Люк

## Хроника осады Бреслау

### Январь 1945
12 января 1945. Первый Украинский фронт маршала Конева начинает наступление с Сандомирского плацдарма. Немецкий оборонительный рубеж моментально прорван. С этого момента в Бреслау насчитывается, с учётом беженцев, около 1 миллиона жителей.
16 января. Передовые танковые части Красной Армии достигают границ Силезии и приближаются к Верхнесилезскому промышленному району.
18 января. В срочном порядке эвакуируется население Кройцбурга, Розенберга и прочих городов Верхней Силезии.
19 января. Гауляйтер Ханке отдает приказ об эвакуации населения округов, расположенных к востоку от Одера.
20 января. Распоряжение аппарата гауляйтера, чтобы женщины с детьми в срочном порядке покинули Бреслау.
20—22 января. Колонны беженцев тянутся из Бреслау по направлению к Силезским горам.
21 января — «Чёрное воскресенье». Опасаясь прорыва в город передовых советских танковых частей, в спешном порядке минируются и готовятся к уничтожению все мосты через Одер. Днём распоряжение аппарата гауляйтера о том, что женщины с детьми должны покинуть город и направиться в Опперау или в направлении Канта транслируется через громкоговорители. Во время бегства на запад и юго-запад в стужу умирает множество маленьких детей (массовые захоронения в Южном парке и близ Нового рынка).
22 января. Власти провинции прекращают свою деятельность и покидают город. Кафедры и преподавательский состав Технического университета Бреслау переводятся в Дрезден. Евангелическая консистория переносит своё местонахождение в Гёрлиц. В городе остается приблизительно 250 тысяч жителей. Прибывают беженцы из сельских районов.
23 января. Подразделения Вермахта располагаются на постой в здании материнского дома «Бетанин». Руководство учреждения отдаёт распоряжение, чтобы весь медицинский персонал был приведён в повышенную готовность. «На территории к востоку от Оппельна, а также между Намслау и Ёльсом большевики предприняли мощные контратаки, поддержанные танками».
24 января. «Напротив Одера, между Козелем и Бригом, усилился натиск противника. На этом участке фронта идут ожесточенные бои, в особенности близ Гляйвица и Оппельна. В районе боевых действий к востоку от Бреслау решительные контратаки, предпринятые нашими силами, смогли выбить большевиков из некоторых районов».
25 января. Аппарат гауляйтера отдает приказ о том, что город должны покинуть все женщины, а также мужчины младше 16 и старше 60 лет. Переговоры католических и евангелических священнослужителей с комендантом крепости генерал-майором Краузе (нем. Johannes Krause): комендант высказывает просьбу, чтобы служители культа оказывали помощь гражданскому населению и ухаживали за ранеными в военных госпиталях.
«К Бреслау с юго-востока приближаются передовые части противника. К востоку от города все атаки врага закончились неудачей».
26 января. Части Красной Армии обходят с флангов Бриг, после чего начинают создавать плацдарм в Штайнау.
«Между Козелем и Бреслау наши силы смогли предотвратить многочисленные попытки Советов форсировать Одер. К востоку и северо-востоку от Бреслау противник создает оборонительный рубеж».
27 января. «Вчера противник предпринял безуспешные попытки прорвать линию обороны Бреслау. К северо-западу от Бреслау идут ожесточенные бои. На некоторых участках фронта враг предпринимает контратаки».
28 января. В 6 часов утра по приказу гауляйтера Ханке близ кольца Бреслау расстрелян второй бургомистр д-р Шпильхатен. Население испугано афишами, в которых сообщается о казни.
«Наши силы обороны по Одеру, в которой принимают участие несколько подразделений Фольксштурма, предотвратили дальнейшее формирование вражеского плацдарма между Козелем и Глогау. С переменным успехом идут кровопролитные бои. Отбито несколько атак большевиков. Вражеское наступление на „северном“ фронте казалось безуспешным, оно не смогло прорвать нашу линию обороны в Бреслау».
29 января. «По Одеру между Козелем и Бреслау продолжаются многочисленные большевистские атаки. Ликвидированы или существенно уменьшены несколько вражеских плацдармов. Несмотря на мужественное сопротивление в Штайнау враг смог закрепиться на западном берегу Одера»
30 января. Команда из состава военного училища в ходе боев на востоке города несёт большие потери. Офицер СС передает евангелическому священнику Эрнсту Хорнигу приказ рейхсфюрера СС Генриха Гиммлера о том, что все священнослужители должны покинуть город в 24 часа. Хорниг заявляет о невозможности выполнения данного приказа.
«С территории плацдарма в Олау неприятель пытается продвинуться дальше на запад. В районе Штайнау наши части разбили более многочисленные силы противника и восстановили связь с упорно защищающимися в данном месте солдатами».
31 января. Католические священники встречаются с гауляйтером Ханке, который заявляет, что ему ничего не известно о приказе Гиммлера, и рекомендует обратиться за разъяснениями в гестапо.
«При Олау и по обе стороны Штайнау в ходе нашей контратаки были перехвачены большевики, пытавшиеся наступать со своего плацдарма близ Одера».

### Февраль 1945
1 февраля. Гестапо Бреслау разрешает, чтобы в городе осталось 10 евангелических и 35 католических священников.
3 февраля. Генерал Кох-Эпах приглашает полковника фон Альфена занять место тяжело заболевшего генерал-майора Краузе в качестве коменданта крепости. Фон Альфен произведен в генерал-майоры. Для обороны города собрано около 35 тысяч служащих вермахта и 10 тысяч фольксштурмистов. Одна из рот Фольксштурма располагается в «Бетанине».
5 февраля. «Противник с территории своего плацдарма на берегах Одера крупными силами предпринял наступление по обе стороны от Брига. Здесь идут ожесточенные бои. В остальном положение на Одерском фронте существенно не изменилось».
7 февраля. Бреслау посещает государственный секретарь Науман, один из ведущих сотрудников Имперского министерства пропаганды. Он произносит перед офицерами и местными партийными функционерами речь «Бреслау надо удерживать любой ценой».
9 февраля. Новый комендант крепости отдает по частям длинный приказ «Ты должен верить в будущее Германии».
«Большевики предприняли мощное наступление из района Штайнау».
10 февраля. Советские войска с плацдарма в Штайнау достигают Нового рынка и через Любен устремляются к Лигницу
«В районе боевых действий Бреслау — Лигниц — Глогау Советы бросили в бой крупные силы. Несмотря на ожесточенное сопротивление наших частей, они смогли продвинуться на запад».
11—13 февраля. Советские танковые части наносят удар по обе стороны от шоссе в направлении Канта. Начинается окружение Бреслау с запада. Прервано железнодорожное сообщение с Бреслау по ветке, ведущей в Хиршберг.
12 февраля. «Усиливается битва за Нижнюю Силезию. К западу от Бреслау наши силы, предпринявшие контратаку, смогли отбросить обратно на юг в район Канта — Костенбюлта неприятеля, чем предотвратили его объединение с силами неприятеля, которые располагаются к северо-западу от Бреслау на плацдарме в Бриге».
13 февраля. «В Нижней Силезии наши части предприняли контратаку, чем сорвали попытку Советов отрезать крепость Бреслау от основных немецких сил. На небольшом участке фронта к юго-западу от города противник потерял в бою около 60 танков». Утром 13 февраля произошло первое замыкание окружения вокруг города: 7-й мехкорпус 6-й армии встретился с передовыми отрядами 5-й гвардейской армии в районе Ротсюрбен.
12—14 февраля. Ожидающий своего отбытия на Фрайбургском вокзале санитарный поезд не может покинуть город, чтобы направиться в Хиршберг.
14 февраля. Верховное командование вермахта сообщает о замыкании кольца окружения советских войск вокруг Бреслау. С южного направления в город ещё удается доставлять боеприпасы и вывозить раненых.
Частям 269-й пехотной дивизии удаётся пробить неплотное кольцо блокады изнутри, в то время как навстречу был нанесен удар 19-й танковой дивизии. Пехотная дивизия в основном выведена из города. В образовавшийся прорыв в последующие два дня удаётся уйти значительному числу мирных жителей.
14—16 февраля. Беженцы из окрестных деревень ищут укрытия в Бреслау.
15 февраля. Генерал-майор фон Альфен объявляет о блокировании Бреслау. Призыв к гражданскому населению: «Нельзя терять твердости духа!»
«В Нижней Силезии заново возведены оборонительные рубежи. Близ Бреслау и Глогау наши части в кровопролитной борьбе смогли отбить все нападения большевиков».
16—17 февраля. На город сброшены первые советские пропагандистские листовки, которые адресованы как солдатам, так и гражданскому населению.
16 февраля. «Мощные вражеские атаки к юго-западу от Бреслау и к западу от Бунцау, а также по обе стороны от Загона потерпели полную неудачу».
17 февраля. Новая попытка советских войск взять город с южного направления. Военный госпиталь, расположенный в Южном парке, в срочном порядке эвакуируется. Во время эвакуации гибнет главный врач Губрих.
18 февраля. «Идут ожесточенные бои на южном и юго-западном фронте Бреслау. Противник несет большие потери».
19 февраля. «Хорошо закрепившийся на юге и западе гарнизон Бреслау успешно обороняется от утомленного боями противника».
20 февраля. «Защитники Бреслау смогли отбить вражеские атаки на юго-западном и восточном фронтах».
21 февраля. Самое крупное лечебное заведение Бреслау — госпиталь во имя Всех Святых оказывается в зоне обстрела, но продолжает свою работу.
22 февраля
24—25 февраля. Советские войска достигают здания кирасирских казарм. 25-я годовщина принятия партийной программы НСДАП. Гитлер и гауляйтер Ханке обмениваются поздравительными радиограммами. Начинается снабжение Бреслау по воздуху силами 18 самолетов.
23 февраля. «Противник смог на незначительную глубину проникнуть с юга в отдельные кварталы Бреслау».
26 февраля. Части Красной Армии занимают газовый завод Дюрргой. Прекращаются ожесточенные уличные бои в южных кварталах города.
26 февраля. «Гарнизоны Бреслау и Глогау ведут ожесточенные уличные бои. Врагу не удалось добиться каких-либо значимых успехов».
Поток беженцев из южных районов города в северные кварталы или районы, граничащие с Одером.

### Март 1945
2 марта.
Передача на волне Немецкого радио ложного сообщения «Час вашего освобождения пробил!». Попытка дезинформировать немецких солдат и гражданское население. Генерал Нихоф назначен в качестве преемника генерал-майора фон Альфена в качестве коменданта крепости. Фон Альфен готовится передать дела.
3 марта.
Радиообращение гауляйтера Ханке. Введение в силу приказа о противодействии распространению «вражеских слухов».
5 марта.
Генерал Нихоф прилетает на самолете в горящий Бреслау.
6 марта.
Уничтожение кварталов близ Кайзеровского моста, чтобы в будущем возвести «внутренний аэродром».
7 марта.
Распоряжение коменданта крепости генерала Нихофа и гауляйтера Ханке: «Трудовая повинность для каждого». Смертные казни за несоблюдение данного приказа.
8 марта.
Части вермахта при помощи городского советника по вопросам строительства Курта Либиха предпринимают меры в отношении городской канализации.
Генерал Нихоф передает по частям сообщение генерал-полковника Шёрнера, что тот во что бы то ни стало деблокирует Бреслау.
10 марта.
Наступление весенней оттепели. Необходимость прокладки телефонных линий.
11 марта.
Усиление бомбардировок и артиллерийского обстрела Бреслау.
12 марта.
«Защитники крепости Бреслау в ожесточенных уличных боях удерживают свои позиции. В длящихся неделями боях противник безуспешно пытается пробиться в южную часть города. В период с 10 по 28 февраля в этих боях уничтожено 41 вражеский танк и 239 орудий противника. Неприятель несет огромные потери, которые составляют около 6700 человек убитыми».
15 марта.
Из 55 самолетов с боеприпасами только половине удаётся приземлиться на аэродроме в Гандау. Снабжение города по «воздушному мосту» становится затруднительным из-за эффективных мер советской зенитной артиллерии. Захоронения погибших производятся исключительно в братских могилах.
«Крепость Бреслау успешно защищается. Гарнизон отражает атаки, предпринимаемые наступающим противником с севера и юга».
16 марта.
Мощный воздушный налет на Николаевский пригород. Целью являются предприятия «ФАМО». Во время бомбежки разрушен храм во имя Св. Николая.
19 марта.
«Бреслау и Глогау являют собой образец для подражания в деле сотрудничества сражающихся частей вермахта, Фольксштурма и гражданских структур, что позволяет успешно отражать натиск противника».
22 марта.
Три крупные группы жителей эвакуируются с востока на север, в район Эльбинга.
23 марта.
Гитлер отдает приказ направить восемь грузовых планеров с тяжелыми пехотными орудиями. Возражения генерала Нихофа не принимаются в расчет. Семь из восьми планеров не достигают цели назначения.
24 марта.
Пожары на Офенер и Пальмштрассе.
25 марта
«Защитники крепостей Бреслау и Глогау отбили все предпринятые неприятелем атаки»
27 марта.
На Бреслау сбрасываются советские пропагандистские листовки, в которых изобличаются террористические методы правления гауляйтера Ханке. У немецких частей ощущается нехватка боеприпасов и оружия.
 «Вчера вражеское наступление было сорвано ожесточенным сопротивлением смелых защитников Бреслау, которые начиная с 12 февраля ведут бои исключительно в неблагоприятных условиях. Советы несут огромные потери. Кроме упоминавшихся ранее подбито ещё 64 вражеских танка.»
30 марта.
По образцу покушения на Гитлера неизвестные взрывают партийные помещения.
«В сводке вермахта сообщается: в крепости Бреслау 1-я рота полка СС, которой командует унтер-штурмфюрер СС Будка, явила чудеса героизма. Обороняясь в подвале горящего дома, где температура достигала от 50° до 60°, благодаря несгибаемой воле солдат она сорвала планы противника по прорыву нашей обороны. Сам неприятель несет огромные потери»
31 марта.
По городу ходят слухи о предстоящем мощном наступлении советских войск. Поздно вечером начинается мощный обстрел и бомбардировка города.

### Апрель 1945
1 апреля.
Начало «пасхального сражения».
Массированный налёт советской авиации на Бреслау. Постоянные бомбардировки центра города. Повсеместные пожары. Части Красной Армии берут аэродром Гандау.
«После многочасовой артиллерийской подготовки враг крупными силами атаковал крепость Бреслау с западного направления. Стойкость защитников позволила отразить наступление. Отбито несколько атак».
2 апреля.
Продолжение советского наступления. В западном парке части Красной Армии захватывают здание интерната для слепых. Центр города объят пожарами. Обер-бургомистр Ляйхтенштерн завален обломками ратуши. Военные госпитали переполнены, в некоторых — более тысячи раненых. Бреслау окутан клубами дыма и пыли.
3 апреля.
«С западного направления большевики продолжают наступать, используя крупные соединения танков и авиации. Смелые защитники удерживают свои позиции.»
4 апреля.
«Противник продолжает атаковать Бреслау крупными силами. После тяжелых боёв удалось отбросить прорвавшихся вперед русских»
6 апреля.
«Противник продолжает штурмовать Бреслау только с западного направления. Смелые защитники отражают все атаки. В ожесточенных оборонительных боях отличился крепостной полк под командованием майора Мора, который не только стойко обороняется, но и предпринимает решительные контратаки».
9 — 11 апреля.
Новые массированные налеты советской авиации с юга и запада. Усиление артиллерийского огня.
10 апреля.
«На южном и юго-западном фронтах Бреслау большевики после мощнейшей артиллерийской подготовки вновь предприняли попытку штурма, которая была отражена гарнизоном после потери незначительных городских территорий».
11 апреля.
«Защитники Бреслау продолжают отражать мощные атаки, предпринимаемые с южного и западного направлений. Они сумели ликвидировать прорыв вражеских сил на территорию кладбища Св. Бернхардина, расположенного к западу от площади Манфреда фон Рихтхофена».
12 апреля.
«Советы продолжают пытаться прорвать оборону с южного и западного направлений при помощи массированных бомбардировок. Локальные прорывы позиций ликвидируются в ожесточенных боях».
13 апреля.
В Бреслау распространяются слухи о смерти президента Рузвельта.
14 апреля.
Появление новых слухов о возможном деблокировании города. Сотни женщин возводят взлетно-посадочную полосу.
15 апреля.
«Смелые защитники Бреслау отразили все атаки, предпринятые на крепость с западного направления».
16 апреля.
Все девушки и женщины в возрасте от 16 до 35 лет должны стать «помощницами вермахта».
18 апреля.
Бомбардировки и обстрелы различных районов города. Бои за кварталы Одертора. Советские войска пытаются пробиться с запада на север.
18—19 апреля.
Немцы ведут оборонительные бои в западных районах города. Советские войска получают под свой контроль железнодорожную дамбу близ вокзала Пёпельвиц. В ходе наступления потеряно 25 советских танков. Немцы несут большие потери.
«Смелые защитники Бреслау отразили на южном и западном фронтах вновь начавшиеся атаки русских».
20 апреля.
Гауляйтер зачитывает по радио поздравление в адрес Адольфа Гитлера.
20—22 апреля.
Бои за бункер на Штригауэрплац. Из бункера в последний момент вывозится военный госпиталь.
25 апреля.
Эвакуация жителей со Штригауэрплац в другие районы города. Явная нехватка жилья.
29 апреля.
Сообщения о том, что Геринг по состоянию здоровья отстранён от командования силами люфтваффе.
Слухи о смерти Гитлера, единовластном правлении Гиммлера и возможных переговорах с западными державами.

### Май 1945
1 мая.
Сообщение о смерти Гитлера, который якобы пал «смертью храбрых в борьбе против большевизма». Приказ коменданта крепости генерала Нихофа по частям «Я остаюсь во главе вас».
2 мая.
Новая волна слухов о предстоящем деблокировании Бреслау.
2—5 мая.
Воздушные налеты на Бреслау.
3 мая.
Мощный артиллерийский обстрел центра города. Совещание католических и евангелических священнослужителей.
4 мая.
Встреча священнослужителей с генералом Нихофом. Попытка немцев послать парламентеров к советским позициям.
5 мая.
Возобновление бомбардировок и артиллерийского обстрела Бреслау.
Распространение слухов, что генерал Нихоф отказался принять условия капитуляции, предъявленные советской стороной.
6 мая.
Рано утром бегство гауляйтера Ханке. Встреча генерала Нихофа с генералом Глуздовским.
Капитуляция Бреслау.
Поздно вечером в город входят советские войска.
7 мая.
Разоружение частей вермахта. Большая часть немецких военнопленных направляется в лагерь в Хундсфельде.
9 мая.
Сообщение Верховного командования вермахта о падении Бреслау.
«Защитники Бреслау, которые более двух месяцев отражали атаки Советов, в последний момент уступили превосходящим силам противника».
10 мая.
В Силезию начинают активно переселяться поляки, которые устанавливают собственные органы власти. Польская милиция устраивает террор в отношении немецкого мирного населения.

## Воздушная блокада Бреслау
В ходе осады немецкое командование пыталось наладить снабжение по воздуху окруженного гарнизона Бреслау. Грузы доставлялись самолётами Ю-52, Ю-88, Хе-111 и другими сначала с посадкой на аэродромы, а после их потери выбрасывались на парашютах. В ответ советское командование возложило задачу воздушной блокады крепости Бреслау сначала на 71-ю зенитную артиллерийскую дивизию и на 173-й истребительный авиационный полк из состава 56-й истребительной авиационной дивизии. С 10 марта 1945 года к блокаде был подключен 10-й корпус ПВО (71 зенад с 24 апреля убыла из-под Бреслау). В марте и апреле 1945 года было замечено 622 самолётопролета авиации противника в осаждённый город. Из них зенитным огнём было сбито 38 самолётов.

## Участие немецких антифашистов
В мае 1945 года на стороне РККА участие в боевых действиях приняла небольшая Боевая группа (Kampfgruppe) Национального комитета «Свободная Германия» — одно из небольших формирований, отправляемых для разведки и внедрения в немецкие войска и их последующего разоружения и сдачи в плен или для вспомогательных боевых действий. Национальный комитет и его Kampfgruppen формировались в СССР из немецких военнопленных при участии руководства немецкой компартии для антифашистской деятельности на стороне СССР; члены таких групп имели при себе немецкое оружие и были одеты в форму вермахта. Отправленная в Бреслау группа составляла примерно 80 человек; прибыв, они выдавали себя за солдат вермахта, заблудившихся или отставших от своих частей. Группа успешно разоружила часовых и ликвидировала командование СС, после чего предложила солдатам сдаться. Основные задачи, то есть разоружить немецкие войска и взять в плен, группа выполнить не смогла: в ходе боёв антифашистов с немецкими войсками потери понесли обе стороны, в частности, 5 мая был убит командовавший группой лейтенант Хорст Фиет.

## Оценка боёв
Современные исследователи выделяют следующие причины относительно успешной обороны Бреслау:
- Недооценка сил гарнизона советским командованием, численность которого в начале осады оценивалась всего в 18 000 человек низкой боеспособности, поэтому изначально для штурма города было выделено командованием Красной армии сравнительно мало войск. Фактически первоначально численность штурмующих войск была меньше чем гарнизона. Кроме того, 6-я армия получила крайне мало артиллерии и бронетехники. По мере втягивания в бои оценка численности гарнизона возросла сначала до 30000, затем до 45000, однако советское командование, до взятия Берлина, уже не могло обеспечить переброску к Бреслау достаточного количества подкрепления.
- Совершенствование тактики немецкой обороны, которая была доведена до совершенства после прибытия в Бреслау нового руководителя. Хорошее знание местности, гибкий манёвр резервами на угрожаемые направления, грамотное использование артиллерии существенно замедлило продвижение в центр города. Удачным решением стал перенос линии сопротивления внутрь кварталов (т. н. «линия Нихофа»), что позволило снизить эффективность действий советских штурмовых групп.
- Второстепенность Силезского направления для советского Верховного командования и командования 2-м Украинским фронтом, которые были заняты Берлинским направлением. В итоге 6-я армия фактически вела штурм крепости своими силами. Фактически падение Берлина предопределило и сдачу Бреслау до капитуляции Германии, так как руководству гарнизона было ясно, что высвобожденные из-под Берлина войска теперь резко изменят соотношение сил под Бреслау, предопределив быстрое взятие крепости.

Тем не менее, упорная оборона города вошла в историю завершающего периода войны как «чудо Бреслау». О «чуде Бреслау» стали говорить в Германии ещё в 1945 году. После войны об этом очень много писалось в немецкой историографии. Но данному сюжету почти ни слова не было посвящено в советской историографии. При этом в Германии под «чудом Бреслау» многие исследователи подразумевали нечто своё. Но почти все исследователи опирались на несколько простых фактов:
1. Во-первых, на протяжении трёх месяцев плохо вооруженным немецким войскам удавалось противостоять как минимум втрое превосходящим силам Красной Армии.
2. Во-вторых, капитуляция города, которая состоялась 6 мая 1945 года, не была результатом захвата Бреслау.
3. В-третьих, к моменту капитуляции немецкие войска продолжали контролировать большую часть города. В руках Красной Армии находилось лишь несколько районов на юге и на западе Бреслау. В то же самое время части вермахта продолжали удерживать кварталы от Вайды до устья Одера, а на востоке до самого моста Гюнтера.

### Истоки «чуда Бреслау»
Сами генералы Альфен и Нихоф называли три причины:
1. Во время обороны города было налажено очень тесное сотрудничество между частями вермахта и гражданским населением. Несмотря на произвол партийных органов, многие из мирных жителей считали попадание в русский плен катастрофой и крушением всех надежд.
2. При обороне города, в которой принимали участие в основном уроженцы тамошних краев, сказывалось хорошее знание местности, чем не могли похвастаться красноармейцы.
3. Третья причина кроется в том, что, понеся большие потери, советское командование отказалось от идеи штурма города одновременно с нескольких сторон, что давало тактическое преимущество немцам.

В итоге даже мощное наступление частей Красной Армии во время «пасхального сражения» не принесло ожидаемого перелома в боях за Бреслау.
После публикации отрывков воспоминаний генерала Нихофа в немецком обществе разгорелась дискуссия. Поводом для неё стало открытое письмо профессора Иоахима Конрада, который был жителем Бреслау. В 1956 году это письмо было переделано в статью «Конец Бреслау». И. Конрад отмечал, что «чудо Бреслау» было на самом деле трагедией. Не обошлось и без критики в адрес самого генерала Нихофа.

«После прочтения сообщений генерала Нихофа может возникнуть впечатление, что оборона Бреслау была образцовой стратегической операцией, когда для защиты города от русских было достигнуто полное единение армейских подразделений и гражданского населения. Возможно, события, происходившие в крепости, из штаба выглядели именно подобным образом. Но эта точка зрения не соответствует действительности. Генерал Нихоф подчеркивает, что позволял гауляйтеру Ханке не оказывать ни малейшего влияния на ход военных операций. Но у гражданского населения сложилась иная точка зрения».

### Итоги осады Бреслау
В книге Гюнтера Грундмана, посвящённой истории Силезии, говорилось:

 «Капитуляция обескровленной и почти полностью уничтоженной крепости в воскресенье, 6 мая, принесла оставшимся в живых 100 тысячам в городе мирных жителей не ожидаемый мир и спокойствие, а грабежи, насилие и новые пожары, в которых сгорел уцелевший в боях городской замок Фридриха Великого». 
Может, в этих словах и была доля правды, но численность уцелевшего во время осады гражданского населения была много большей. Хорниг в своих мемуарах упоминает как минимум о 200 тысячах жителей.

### Потери
В период с 6 по 11 мая войсками 6 армии были взяты в плен 44848 солдат и офицеров противника, в том числе 6678 раненых. Трофеями стали 46608 винтовок и автоматов, 4864 пулемета, 559 орудий, 534 миномета, 36 танков, около 7000 автомобилей всех типов.
Если говорить о гарнизоне крепости, который на протяжении трёх месяцев удерживал Бреслау, то он составлял 35 000 служащих вермахта и 10 тысяч призванных в Фольксштурм. До конца марта из города по «воздушному мосту» было вывезено около 6 тысяч раненых. В самом же Бреслау осталось около 5 тысяч раненых (по состоянию на начало мая 1945 года). То есть гарнизон во время боев потерял ранеными около 11—12 тысяч человек.
Если говорить о числе погибших солдат, то немецкие источники называют цифру в 6 тысяч человек. При этом гражданское население во время боев потеряло около 10 000 человек убитыми и столько же ранеными.
Общие потери Советской армии в штурме Бреслау составили 7177 убитыми и 24427 ранеными. Потери стрелковых соединений, непосредственно штурмовавших крепость составили с 1 марта по 1 апреля 2727 убитыми, 37 пропавшими без вести и 8758 ранеными, с 1 апреля по 1 мая 1945 года составили 3037 убитыми и 10741 ранеными.
Сам комендант крепости генерал Нихоф приводил в своих воспоминаниях несколько иные цифры. По его мнению, в обороне Бреслау принимало участие около 50 тысяч солдат вермахта и фольксштурмистов, из которых 6 тысяч было убито, а ещё 29 тысяч ранено. То есть общие потери немецкого гарнизона составили 29 тысяч человек, что оставляет около 58 % от общей численности немецкой группировки. Если эта цифра верна, то это очень большая доля военных потерь в живой силе. Потери среди гражданского населения он оценивал в 80 тысяч человек. Когда Нихоф говорит о советских потерях, то он исходит из цифры в 30—40 тысяч убитых, ссылаясь на советские источники, которые он не называет.
В любом случае Бреслау удалось сковать действия около 12 советских дивизий, семь из которых находились на передовой, а ещё 5 использовались в качестве оперативного резерва.

### Вопрос о необходимости боёв
В исторической литературе вполне правомерно задаётся вопрос: была ли необходима оборона Бреслау и имело ли смысл немецким частям удерживать город на столь длительный срок?
Вполне логичной кажется отсылка к выводам историка Второй мировой войны генерала Курта фон Типпельскирха. Он в своей «Истории Второй мировой войны» высказал мысль, что для Германии война была окончательно проиграна, когда под натиском превосходящих сил Красной Армии рухнул немецкий фронт, проходивший по Висле. После этого советские войска смогли начать проникновение на территорию противника по всей ширине фронта от Польши вплоть до Одера. Советское наступление в Силезии на самом деле служило всего лишь фланговым прикрытием для осуществления главной цели советского командования — взятия Берлина. Протекторат Богемии и Моравии, Словакия и Венгрия рано или поздно пали бы, если бы советские войска взяли Берлин и Вену.
С этой точки зрения оборона Бреслау имела стратегический смысл только на первой фазе зимнего наступления Красной Армии 1945 года, то есть в январе и феврале. В этот момент бои за Бреслау могли сковать наступавшие советские дивизии, что, в свою очередь, могло позволить немецкому командованию создать новую линию фронта, которая бы тянулась от Нижней Силезии до Судетских предгорий.
Кроме того, оборона крепости была оправдана с той точки зрения, что она позволяла обеспечить отход колонн беженцев к Силезским горам или в западном направлении, в Саксонию и Тюрингию. Но собственно этими тактическими задачами необходимость обороны Бреслау у Типпельскирха исчерпывается.
Красная Армия к началу апреля смогла добиться выполнения всех поставленных перед ней задач, несмотря на то, что Бреслау продолжал сковывать действия нескольких советских дивизий. После февраля 1945 года оборона Бреслау не имела никакого стратегического смысла.
Наиболее логичной датой капитуляции Бреслау должно было стать время относительной стабилизации Судетского фронта. То есть город без какого-либо ущерба для вермахта можно было бы сдать советским войскам во второй половине февраля, самое позднее — в начале марта. Но это время было ознаменовано лишь одним изменением: на посту коменданта крепости генерала Альфена сменил генерал Нихоф. И именно с этого периода оборона Бреслау вступает в новую фазу, повлёкшую громадные потери в живой силе. По большому счету, после указанной даты бои за Бреслау теряли всякий смысл. Можно предположить, что даже в самом Верховном командовании вермахта не ожидали, что город сможет столь долго противостоять советскому натиску. Но тем не менее, несмотря на все высказанные соображения, Типпельскирх провозглашал оборону Бреслау «одной из самых славных страниц в истории немецкого народа». Это обстоятельство уже после войны позволило Эрнсту Хорнигу говорить о «смысле и бессмысленности обороны города».

## Воинские захоронения
Воинские захоронения — солдат и офицеров Красной Армии, погибших при штурме Бреслау (Вроцлав, Польша):
- Мемориальный комплекс во Вроцлаве и офицерское кладбище
- Солдатское кладбище «Сковроня Гура» во Вроцлаве